# Mesocelis monticola
Mesocelis monticola is een vlinder uit de familie spinners (Lasiocampidae). De wetenschappelijke naam van deze soort is voor het eerst geldig gepubliceerd in 1820 door Hübner.
De soort komt voor in tropisch Afrika.